# Церковь объединения и иудаизм
Отношения между Церковью объединения и иудаизмом вызывают смешанные оценки, отмечая как сотрудничество, так и критику. Церковь объединения была учреждена в 1954 году в Южной Корее. Согласно Справочнику для капелланов, выпущенному Министерством армии США, её учения базируются на Библии, однако также включают толкования, отличные от иудео-христианской традиции.
В 1975 году лидер Церкви объединения Мун Сон Мён основал Теологическую семинарию объединения в Берритауне, штат Нью-Йорк, с целью улучшения отношений между Церковью объединения и другими религиями, включая иудаизм. Один раввин был приглашен преподавать дисциплины, связанные с Ветхим Заветом, наряду с профессорами из различных христианских деноминаций.
Божественный Принцип, написанный Муном и его последователями и впервые опубликованный в 1966 году, является основным учебником по вероучению Церкви объединения.
В 1976 году Американский еврейский комитет опубликовал отчет раввина А. Джеймса Рудина, в котором было замечено, что он содержит "уничижительные фразы, стереотипы и обвинения в коллективном грехе и вине". На пресс-конференции с участием Американского еврейского комитета, представителей протестантских церквей и Католической церкви, участники отметили наличие "125 антисемитских высказываний" в тексте. Они отметили, что "порицания Муна" считаются антисемитскими и антихристианскими, призывая его удалить такие высказывания из Божественного Принципа.
В 1977 году Церковь объединения опубликовала опровержение отчета, отмечая его необъективность и агрессивность, отрицая антисемитское направление Божественного Принципа и предоставив детальные ответы на 17 утверждений, представленных в отчете.
В 1984 году президент Церкви объединения в США Моуз Дарст, бывший иудаист, заявил, что иудейское сообщество враждебно относится к росту Церкви объединения, обвиняя их в "отсутствии безопасности" и "простодушном энтузиазме". Раввин Ричард Л. Рубинштейн, связанный с Церковью объединения, отверг эти заявления как ошибочные.
В 2003 году представитель Церкви объединения Дамиан Андерсон высказал поддержку заявлений Муна о Холокосте, что вызвало разделяющие мнения. Он отметил, что еврейский народ совершил грех, отвергнув Господа, и подчеркнул необходимость соблюдения истинных учений Церкви объединения.
Среди раввинов, связанных с Церковью объединения, находится консервативный раввин Ричард Л. Рубинштейн, занимающий руководящую должность в консультативном совете Церкви объединения и совете директоров газеты Washington Times, а также являющийся президентом Университета Бриджпорта, связанного с Церковью объединения.

### Иудаизм
- Abrahams, Israel. Hebrew Ethical Wills. Philadelphia: Jewish Publication Society, 1948.
- Baron, Joseph L., ed. A Treasury of Jewish Quotations. Northvale, NJ: Jason Aronson, 1985.
- Birnbaum, Philip, ed. Daily Prayer Book. Rockaway Beach, NY: Hebrew Publishing, 1949.
- Bokser, Ben Zion, trans. The Prayer Book: Weekday, Sabbath and Festival. Rockaway Beach, NY: Hebrew Publishing, 1957.
- Bokser, Ben Zion, trans. The Talmud: Selected Writings. Classics of Western Spirituality. New York: Paulist Press, 1989.
- Braude, William G., trans. The Midrash on Psalms. 2 vols. New Haven, CT: Yale University Press, 1959.
- Buber, Martin, trans. Hasidism and Modern Man. New York: Harper & Row, 1958.
- Buber, Martin. Tales of the Hasidim: The Early Masters. New York: Schocken, 1947.
- Cohen, A., ed. Everyman’s Talmud. New York: E. P. Dutton, 1949.
- Cohen, A., ed. The Minor Tractates of the Talmud. 2 vols., 2nd ed. New York: Soncino Press, 1971.
- Cohn-Sherbok, Dan. Jewish Mysticism: An Anthology. Oxford: Oneworld, 1995.
- Corson, S.A., and C. E. O’Leary. «Purkyne and System-Oriented Physiology.” In Jan Evangelista Purkyne in Science and Culture. Edited by J. Purs. Praha: CSAV, 1988.
- Danby, Herbert, trans. The Mishnah. London: Oxford University Press, 1933.
- Epstein, I., trans. The Babylonian Talmud. New York: Soncino Press, 1948.
- Freedman, H., and Maurice Simon, trans. Midrash Rabbah. New York: Soncino Press, 1983.
- Friedlander, M., trans. Guide of the Perplexed of Maimonides. New York: Hebrew Publishing Company, 1881.
- Gaer, Joseph. The Lore of the Old Testament. Boston: Little, Brown and Co., 1951.
- Glatzer, Nahum N., ed. Hammer on the Rock: A Short Midrash Reader. New York: Schocken Books, 1948.
- Goldin, Judah, trans. The Living Talmud: The Wisdom of the Fathers. New York: New American Library, 1957.
- Hebrew-English Edition of the Babylonian Talmud. New York: Traditional Press, 1982.
- Heinemann, Joseph. Prayer in the Talmud: Forms and Patterns. New York: DeGruyter, 1977.
- Herford, R. Travers, ed. The Ethics of the Talmud: Sayings of the Fathers. New York: Schocken Books, 1925, 1962.
- Hertz, Joseph J., ed. Sayings of the Fathers. New York: Behrman House, 1945.
- Kaplan, Aryeh. Bahir. York Beach, ME: Samuel Weiser, 1979.
- Kook, Abraham Isaac. The Zionist Idea. Edited by A. Hertzberg. New York: Athenaeum, 1959.

### Церковь объединения
- Mickler, Michael L.. (2023). The Unification Church Movement. N.p.: Cambridge University Press.
- Moon, Sun Myung. Cheon Seong Gyeong. Prepared by the Family Federation for World Peace and Unification. Seoul: Seong Hwa Press, 2005.
- Moon, Sun Myung. Ch’eongnyeon-e Kalgil [The Way of Young People]. Seoul: Holy Spirit Association for the Unification of World Christianity, 1991.
- Moon, Sun Myung. Ch’ukbok-gwa Isang Kajan [Blessing and Ideal Family]. Prepared by the Family Federation for World Peace and Unification. Seoul: Seong Hwa Press, 1998.
- Moon, Sun Myung. Ddeut Gil [The Way of God’s Will]. Prepared by the Family Federation for
- World Peace and Unification. Seoul: Seong Hwa Press, 1997.
- Moon, Sun Myung. God’s Will and the World. New York: Holy Spirit Association for the Unification of World Christianity, 1980.
- Moon, Sun Myung. Hananim-ui Ddeut-gwa Segye [God’s Will and the World]. Prepared by the Family Federation for World Peace and Unification. Seoul: Seong Hwa Press, 1990.
- Moon, Sun Myung. Jisang Saenghwal-gwa Yoenggye [Earthly Life and the Spirit World]. 2 vols. Seoul: Holy Spirit Association for the Unification of World Christianity, 2000.
- Moon, Sun Myung. Moon Sun Myung Seonsaeng Malseum Seonjip [Sermons of the Reverend Sun Myung Moon]. 400+ volumes. Seoul: Seong Hwa Press, 1984.
- Moon, Sun Myung. Nam Bok Tongil [The Way of Unification of North and South Korea]. Seoul: Holy Spirit Association for the Unification of World Christianity, 1988.
- Moon, Sun Myung. Prayers: A Lifetime of Conversation with Our Heavenly Father. New York: HSA-UWC, 2000.
- Exposition of the Divine Principle. New York: Holy Spirit Association for the Unification of World Christianity, 1996
- Moon, Sun Myung, 2009, As a Peace-Loving Global Citizen. Gimm-Young Publishers ISBN 0-7166-0299-7
- Божественный принцип. Ассоциация святого духа за объединение мирового христианства. — 1997. — 450 с